# Tonnerre Kalara Club de Yaoundé
Le Tonnerre Kalara Club de Yaoundé est un  club omnisports camerounais fondé en 1934 et basé à Yaoundé
Le Tonnerre KC comprend des équipes de football et de handball.

## Handball
Le Tonnerre Kalara Club est finaliste de la Ligue des champions féminine en 2008 et troisième de la compétition continentale en 2004. Le Tonnerre KC est finaliste de la Coupe des coupes féminine en 2008, 2009 et 2016 et troisième de cette compétition en 2003, 2004 et 2011. Le club est aussi finaliste de la Supercoupe d'Afrique féminine en 2009.
Serge Christian Guebogo entraîne l'équipe première féminine de 2012 à 2016.